# صبحانه کامل

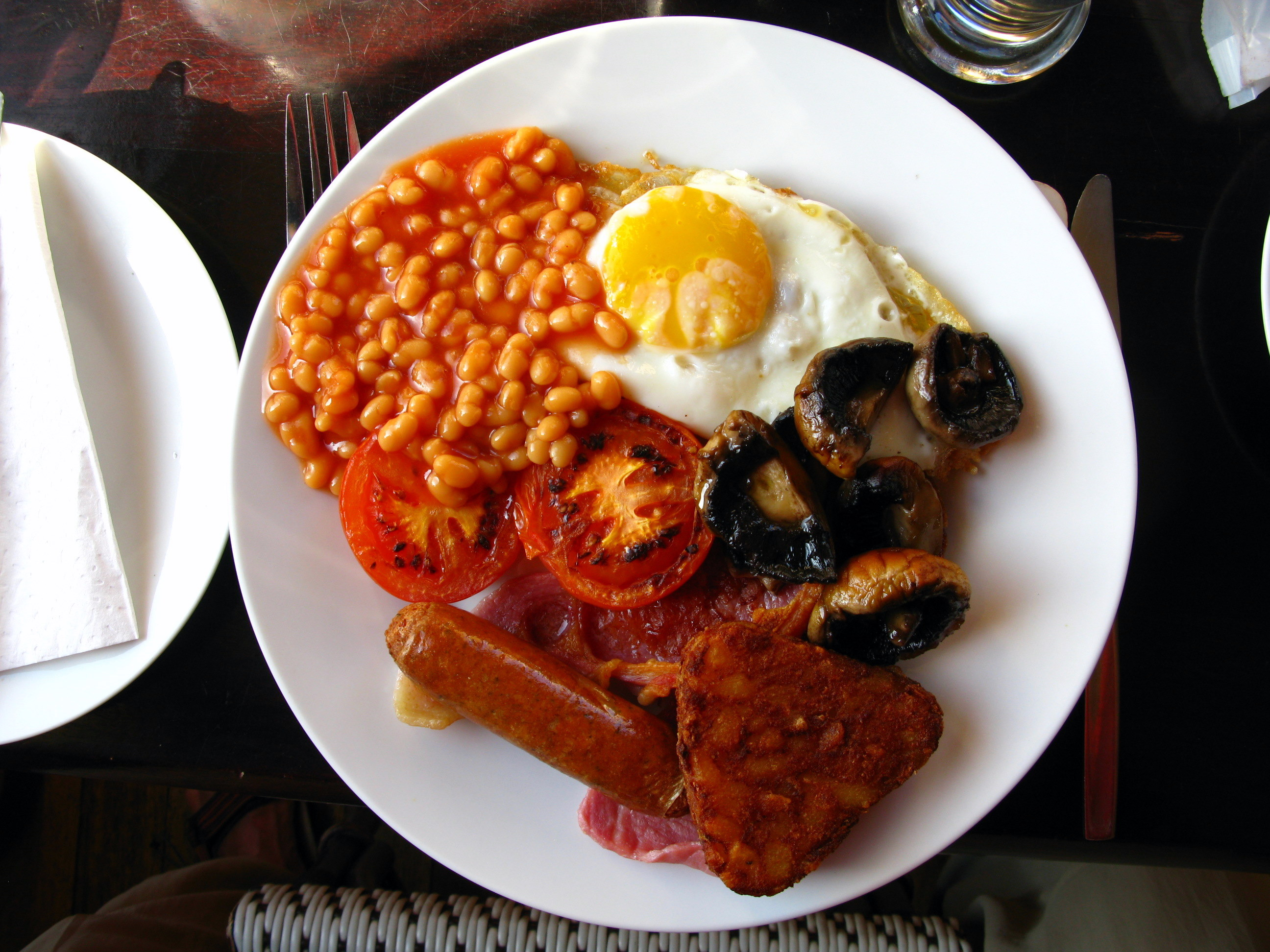
صبحانه کامل انگلیسی اغلب شامل بیکن، سوسیس، تخم مرغ سرخ شده، قارچ، لوبیا پخته، نان تست، گوجه فرنگی کباب شده و به همراه چای یا قهوه است.

صبحانه کامل (انگلیسی: Full breakfast) یک وعدهٔ صبحانه پخته قابل توجه است، اغلب در بریتانیا و ایرلند ارائه می‌شود، که به‌طور معمول شامل بیکن، سوسیس، تخم مرغ، پودینگ سیاه، لوبیا پخته، شکلی از سیب زمینی، گوجه فرنگی، قارچ، نان تست و نوشیدنی‌هایی همچون قهوه و چای است. در گونه‌های مختلف منطقه ای دیده می‌شود و بر حسب نوع ناحیه، با نام‌های مختلفی از آن یاد می‌شود. در حالی که در بیشتر نواحی بریتانیا و ایرلند، در هنگام گفتگو به عنوان یک «سرخ کردنی» (fry-up) شناخته می‌شود، به‌طور معمول در انگلستان، جمهوری ایرلند، اسکاتلند، ولز و ایرلند شمالی به ترتیب به عنوان یک «انگلیسی کامل» (اغلب «صبحانه انگلیسی کامل»)، یک «کامل ایرلندی»، «اسکاتلندی کامل»، «کامل ولزی» و «اولستر فرای» " از آن یاد می‌شود.

## تاریخچه و محبوبیت
بسیاری از مواد اولیه خوراکی یک صبحانه کامل دارای تاریخچه طولانی هستند اما «صبحانه‌های مفصل پخته تا قرن نوزدهم هیچ نقشی در نمادها و زندگی انگلیسی نداشتند، در این هنگام بود که به‌طور ناگهانی و مهیج پدیدار شدند.» در تمام جزایر بریتانیا و ایرلند، صبحانه‌ها در عصر جدید اولیه اغلب از نان به همراه مربا یا مارمالاد، یا سایر فرم‌هایی از بلغور جو دوسر، هلیم فرنگی یا پتاژ تشکیل شده و مورد مصرف قرار می‌گرفتند. در قرن هفدهم، تخم‌مرغ و بیکن شروع به ظاهر شدن در صبحانه‌ها کردند اما در آن زمان آنها تنها گوشت‌های مصرفی در وعده صبحانه نبودند. محبوبیت روزافزون صبحانه با ظهور چای به عنوان نوشیدنی محبوب صبحگاهی، ارتباط نزدیکی داشت. از نکات قابل توجه صبحانه‌های بسیار مفصل اشراف‌زادگان بود که بر ماهی و گوشت‌های محلی املاک روستایی آنها متمرکز بود.
صبحانه حاوی مواد خوراکی سرخ شده در دوره ویکتوریا در بریتانیای کبیر و ایرلند محبوب شد. در این دوره، کتاب‌های آشپزی در تثبیت مواد اولیه غذایی صبحانه کامل اهمیت داشتند، و نام صبحانه کامل در کتاب پر فروش کتاب مدیریت خانوار (۱۸۶۱) اثر ایزابلا بیتون ظاهر شد. این صبحانه کامل جدید، مدل ساده شده از صبحانه روستایی طبقه مرفه بود که برای طبقه متوسط نوظهور مقرون به صرفه بود و قبل از شروع به کار روزانه قادر بود در مدت زمان کوتاهتری آماده شده و مورد مصرف قرار گیرد. در دوره ادوارد محبوبیت صبحانه کامل به اوج خود رسید و با وجود کاهش مصرف آن به خاطر کمبود مواد غذایی طی جنگ جهانی دوم، فناوری‌های ذخیره‌سازی و آماده‌سازی مواد غذایی اجازه داد تا در دهه ۱۹۵۰ به وعده اصلی غذای طبقه کارگر تبدیل شود. از آن زمان به بعد به خاطر باور به دلواپسی‌های موجود در مورد سلامتی این صبحانه و طولانی بودن آماده‌سازی آن در مقایسه با صبحانه‌های آماده مصرف، محبوبیت صبحانه کامل به عنوان وعده غذایی کاهش یافت. هر چند این وعده غذایی به عنوان یک صبحانه گاه گداری، هنگام جشن و صبحانه سنتی همچنان محبوب است. این صبحانه به قدری در بریتانیای کبیر و ایرلند محبوب است که کافه‌ها و میخانه‌ها آن را تمام ساعات روز به عنوان «صبحانه همه وقت» (all-day breakfast) ارائه می‌دهند. این صبحانه همچنین در کشورهای مشترک‌المنافع محبوب است. صبحانه کامل به همراه سوسیس و پوره سیب‌زمینی، سوسیس پخته شده در خمیر، شپردز پای، چیپس و ماهی، گوشت بریان، کباب یکشنبه، چای خامه و شام کریسمس از شناخته شده‌ترین غذاهای بریتانیایی در سطح بین‌المللی است.

## بریتانیا و ایرلند
انواع بر اساس کشور و ناحیه
انگلستان

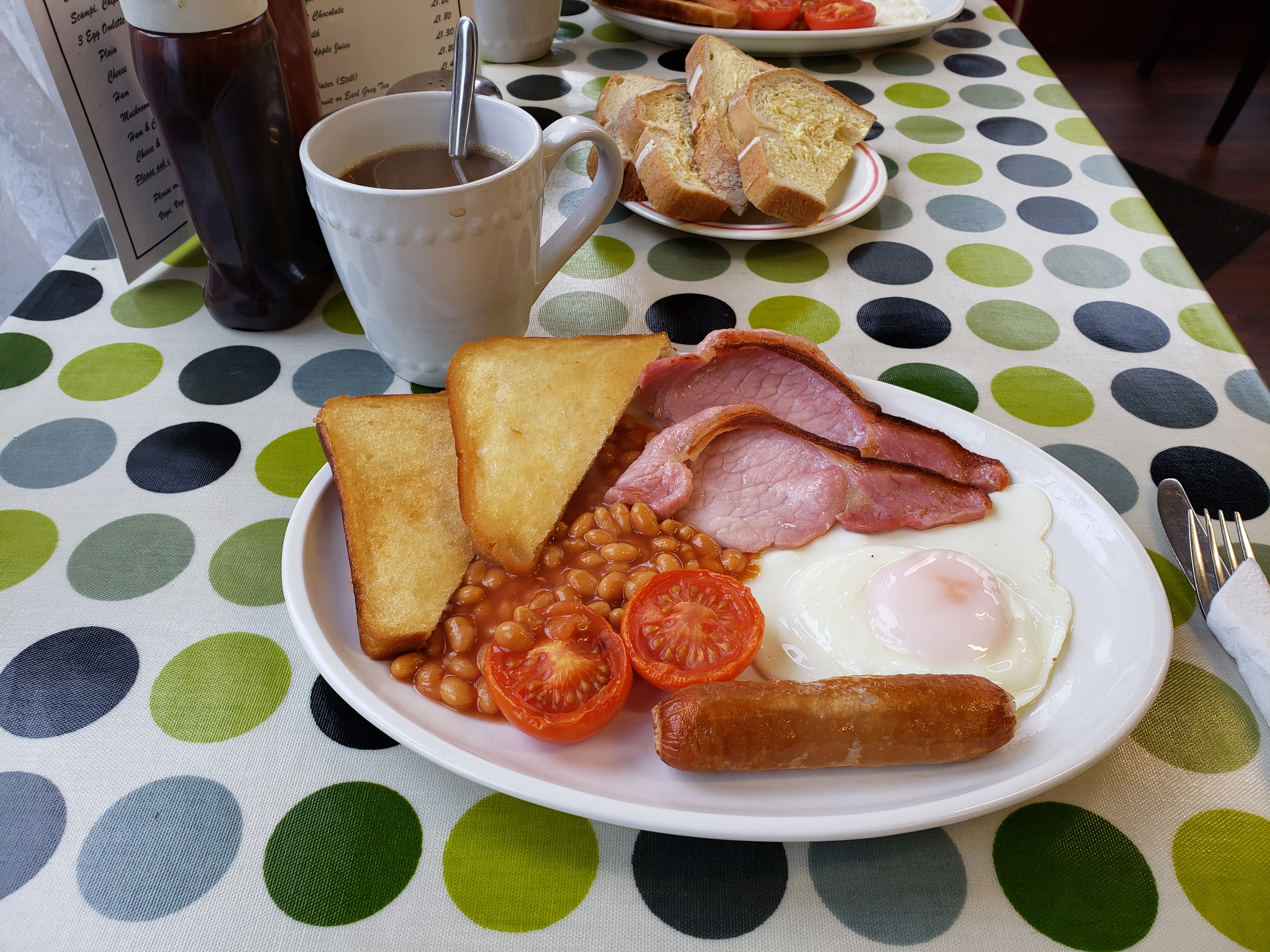
صبحانه کامل انگلیسی همراه با نان سرخ شده که در کافه‌ای در برایتون به مشتریان ارائه می‌شود.

هیچ منو ثابت یا مجموعه‌ای مشخص از مواد اولیه برای تهیه یک صبحانه کامل وجود ندارد. معمولاً یک صبحانه سنتی انگلیسی شامل بیکن کمر، سوسیس (معمولاً از گوشت خوک)، تخم‌مرغ (نیمرو، تخم‌مرغ تنگاب‌پز یا تخم‌مرغ هم‌زده)، گوجه فرنگی کبابی یا سرخ شده، قارچ سرخ شده، پودینگ سیاه (Black pudding)، لوبیا پخته و نان تست یا نان سرخ شده است.
نظرسنجی انجام گرفته در سال ۲۰۱۷ توسط شرکت مطالعاتی یوگاو بیانگر این بود که بیکن، سوسیس، لوبیا، نان (تست یا سرخ شده)، تخم‌مرغ (نیمرو، تنگاب‌پز یا هم‌زده)، سیب‌زمینی ریز و سرخ شده، قارچ (کبابی یا سرخ شده) و گوجه فرنگی (کبابی، سرخ شده یا کنسروی) در بیش از ۵۰ درصد صبحانه‌های کامل انگلیسی ایده‌آل می‌آید.
نان تست کره مالیده شده، و مربا یا مارمالاد اغلب در آخر وعده غذایی سرو می‌شوند، هر چند نان تست معمولاً در تمام وعده‌های غذایی موجود است.
به خاطر اینکه در این وعده غذایی، تقریباً هر چیزی سرخ می‌شود معمولاً با عنوان «سرخ کردنی» شناخته می‌شود. در بریتانیا گاهی با عنوان «فول مانتی» مورد اشاره قرار می‌گیرد. یک نظریه برای ریشه این واژه مبنی بر این است که گفته شده ژنرال ارتش بریتانیا برنارد مونتگومری، ملقب به مانتی در هنگام رزم آوری در شمال آفریقا در جنگ جهانی دوم، همیشه روز خود را با صرف صبحانه «کامل انگلیسی» آغاز می‌کرد.
ایرلند

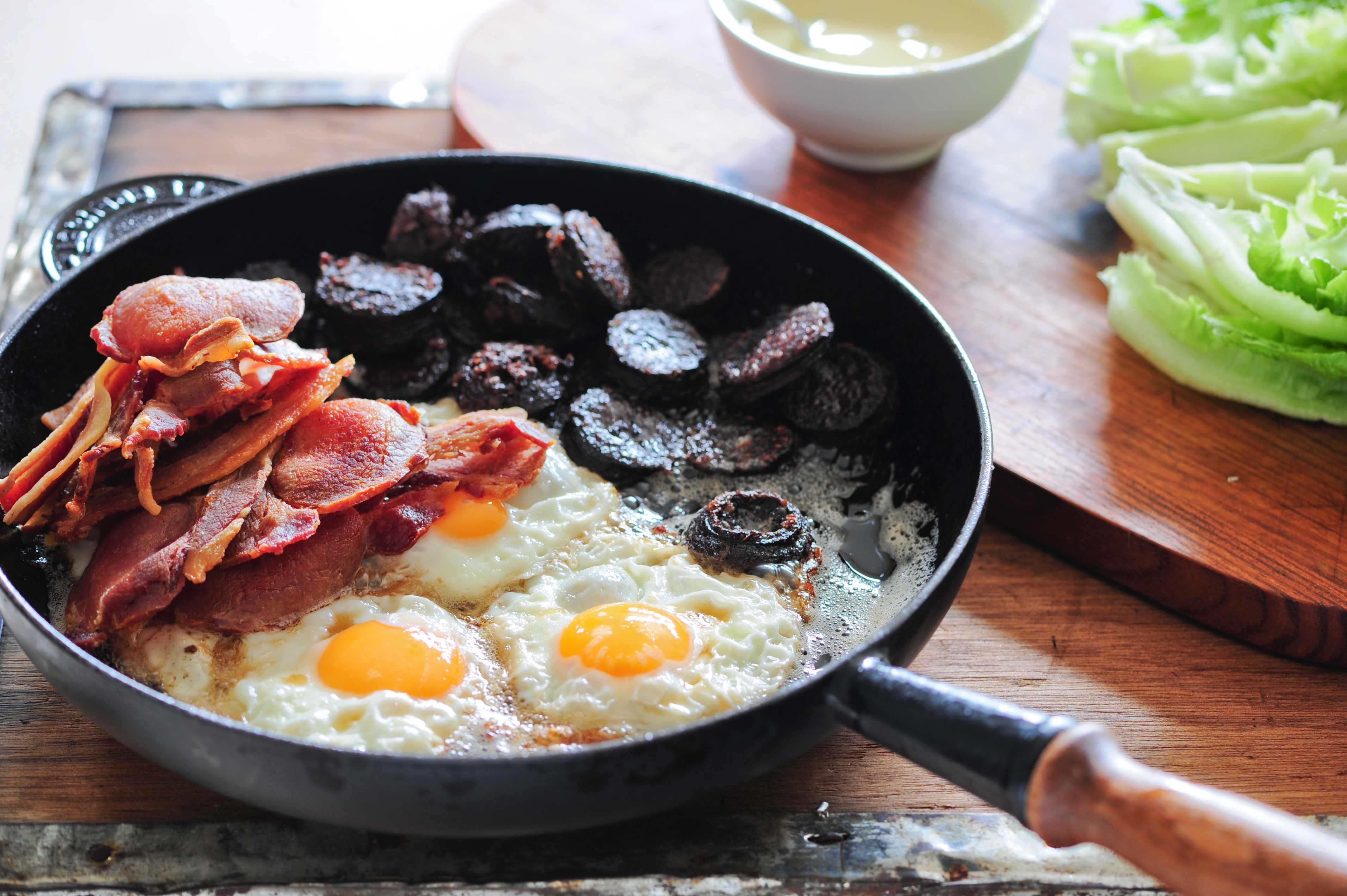
صبحانه کامل ایرلندی

صبحانه کامل در ایرلند، اغلب شامل نان سودای تیره، نان سیب‌زمینی سرخ شده، پودینگ سفید و باکستی است.
رول صبحانه که شامل مواد اصلی صبحانه کامل است که در رول فرانسوی قرار گرفته، به خاطر این واقعیت که به سادگی در مسیر مدرسه یا کار به راحتی خورده شود، در ایرلند محبوب است. رول صبحانه در بسیاری از مغازه‌های کوچک و جایگاه‌های سوخت در ایرلند به فروش می‌رسد.